# Kapurthala (distrikt)
Kapurthala är ett distrikt i den indiska delstaten Punjab, beläget på en bördig slätt genomskuren av järnvägen Lahore-Jalandhar.